# Виолетова белоочица
Виолетовата белоочица (Lithospermum purpurocaeruleum, син. Buglossoides purpurocaerulea) е тревисто многогодишно растение от род Lithospermum, принадлежащо към семейство Грапаволистни.
Растението е включено в списъка на лечебните растения съгласно Закона за лечебните растения.

## Описание
Виолетовата белоочица достига средно 20-60 см на височина, най-много е достигало около 70 см. Стъблото е мъхесто, изправено и неразклонено. Листата са тъмнозелени и ланцетни до тясно елиптични, с изпъкнала средна жилка от долната страна. Цветовете са хермафродитни, фуниевидни, дълги 15-20 мм и с диаметър 10-15 мм, събрани в гроздовидно съцветие. Цветовете са лилаво-червеникави, след това цветът на цветята преминава в наситено син цвят. 
Периодът на цъфтеж продължава от април до юни. Плодовете са ярко бели капсули дълги 4-5 мм, с лъскава повърхност. Те са много твърди (оттук и синонимът на рода Lithospermum, което означава „каменно семе“ за твърдостта на тези капсули).

## Разпространение
Видът е широко разпространен на Британските острови, в Централна Европа до Южна Русия и в средиземноморските страни от Испания до източна Турция.

## Местообитание
Виолетовата белоочица обикновено се среща в сухи и топли гори с рядка широколистна растителност, в ливадите по края на гората, в живи плетове и шубраци. Растенията предпочитат варовити почви, богати на хумус, на надморска височина от 0 до 1800 м над морското равнище.